# Siemens (enhet)
Siemens, 1 S, är SI-enheten för konduktans. En siemens är inversen av en ohm, vilket innebär 1 S = 1 A/V. Enheten är uppkallad efter den tyske industrialisten Werner von Siemens.

## Mho
Mho är ett alternativt namn för samma enhet, inversen av en ohm. Mho härleds från stavningen ohm baklänges och skrivs med den uppochnervända grekiska bokstaven Omega: {\displaystyle \mho }, Unicode symbol U+2127 (℧).